# Aldermaston
Aldermaston es una aldea rural, parroquia civil y circunscripción electoral, en Berkshire, sureste de Inglaterra. En el Censo de 2001 Reino Unido, la parroquia tenía una población de 927. [1] El pueblo se encuentra en el extremo sur de la llanura de inundación del río Kennet, cerca de la frontera del condado de Hampshire. Es equidistante de Newbury, Basingstoke y de Reading y se encuentra a 72 kilómetros al oeste de Londres.
Aldermaston podría haber sido habitada desde 1690 a. C., una serie de agujeros de poste y restos de granos de supuestos cereales se han encontrado en la zona. La historia escrita del pueblo se remonta al menos hasta el siglo noveno. Las crónicas anglosajonas muestran que la Ealdorman de Berkshire tenía su finca en el pueblo. El señorío de Aldermaston fue establecido hacia el siglo XI, cuando el pueblo se dio a la familia Achard por Enrique I, la casa está documentada en la encuesta de Domesday. La iglesia del pueblo se estableció en el siglo XIII, y parte de la arquitectura original de Norman permanece en la estructura del edificio. El último señor residente de la Mansión, Charles Keyser, murió en 1929. La finca solariega ha sido posteriormente ocupada por Industrias Eléctricas Asociadas, el Comando Táctico XIX aire, la tierra de las mujeres del Ejército, Escuelas de Collier Macmillan y Blue Circle Industries. La casa señorial se convierte ahora como sede de las empresas privadas por el Grupo Compass.
El nombre de "Aldermaston" es sinónimo del programa nuclear del Reino Unido, de las armas nucleares, pero también de la Campaña por el Desarme Nuclear. El Atomic Weapons Establishment (AWE), que desarrolla mantiene, y dispone de armas nucleares en el Reino Unido se encuentra en la parroquia. Construido en el lugar de la antigua Aldermaston de la RAF, la planta ha sido el destino de numerosas marchas Aldermaston.
Hasta el año 2006, el pueblo también era conocido por la cerámica homónima, Aldermaston, que había sido creada por Alan Caiger-Smith y por Geoffrey Eastop en 1955.
- Datos: Q258642
- Multimedia: Aldermaston / Q258642